# Maja Genetz
Flora Maria (Maja) Genetz, född 10 maj 1901 i Viborg, död 1970, var en finländsk företagsledare.
Genetz, som var dotter till överste Olli Valter Genetz och Sigrid von Pfaler, avlade studentexamen 1920, var kontorschef vid Oy Nikolajeff Ab 1929–1934, biträdande direktör 1934–1948, verkställande direktör 1948–1959 och verkställande direktör vid Suuros Oy från 1960. Hon var medlem av Lotta Svärd-organisationens centralstyrelse 1938–1944, styrelseordförande i Työmaahuolto Oy från 1958, i Centralförbundet för hemindustri från 1956 och styrelsemedlem i Suomen naisten huoltosäätiö från 1944. Hon tilldelades kommerseråds titel 1954 och utmärkelsen Årets kvinna 1960.